# Mogoditshane
Mogoditshane – miasto w Botswanie; w dystrykcie Kweneng; 57 tys. mieszkańców (2011). Przemysł spożywczy.